# Герхард I фон Бланкенхайм
Герхард I фон Бланкенхайм (на немски: Gerhard I zu Blankenheim; † сл. 1115) е господар на Бланкенхайм в Айфел.

## Произход и управление
Герхард I фон Бланкенхайм построява ок. 1115 г. замък Бланкенхайм и дарява манастир Щайнфелд. Резиденцията му е в замък Бланкенхайм.
Господарите на Бланкенхайм са издигнати през 1380 г. на графове. Графовете на Бланкенхайм са роднини с графовете на Мандершайд и от 1469 г. се наричат Мандершайд-Бланкенхайм.

## Фамилия
Герхард I фон Бланкенхайм се жени за Юта († 1115, погребана в манастир Щайнфелд). Те имат трима сина:
- Арнолд I фон Бланкенхайм (* 1136; † сл. 1156)
- Герхард II фон Бланкенхайм (* пр. 1149; † сл. 1166 или сл. 1174); има четирима сина
- Конрад фон Бланкенхайм (* пр. 1165; † 5 ноември 1196)